# Barbara Ercolano
Barbara Ercolano (* 1977 in Neapel) ist eine italienische Astrophysikerin und Hochschullehrerin.

## Leben
Ercolano verbrachte ihre Kindheit in Neapel und ging dort zur Schule. Nach Abschluss ihrer Schulzeit studierte sie ab 1995 in London am University College London (UCL) Astrophysik. Hier promovierte sie 2002 mit einer Arbeit zum Thema Three-dimensional Monte Carlo simulations of photonized nebulae. Im Rahmen ihrer Doktorarbeit entwickelte Ercolano ein Programm mit dem Namen Mocassin, mit dessen Hilfe verschiedene Strahlungsvorgänge in der Astronomie modelliert werden können.
Nach einer Postdoc-Zeit am UCL wechselte sie auf eine Forschungsstelle am Harvard-Smithsonian Center for Astrophysics in Cambridge (Massachusetts). Hier entwickelte sie ihr Mocassin-Programm weiter und dehnte es auf den Bereich der Röntgenstrahlung aus. Zurückgekehrt nach England bekam sie ein Forschungs-Stipendium vom Science and Technology Facilities Council. Damit setzte sie ihre Arbeit am Institute of Astronomy, Cambridge und am UCL fort. Außerdem hielt sie Vorlesungen an der University of Exeter.
2010 wurde Ercolano als Professorin für Theoretische Astrophysik an die Ludwig-Maximilians-Universität München berufen. Hier leitet sie die Gruppe Theoretische Sternen- und Planetenentstehung (SPF Group) an der Universitäts-Sternwarte München. Außerdem koordiniert sie das Exzellenzcluster im Forschungsbereich F.

## Forschungsinteressen und gesellschaftliches Engagement
Ercolano forscht über Planetenentstehung und Protoplanetare Scheibenentwicklung. Sie untersucht die Röntgenstrahlung des neugeborenen Sterns und ihren Einfluss auf die Bildung von Planeten. Sie arbeitet über die Rolle, die die Röntgen-Photoevaporation bei der Ausbreitung der protoplanetaren Scheibe spielt. Unter anderem beschäftigt sie sich mit der Planetenentstehung in der Staubscheibe von TW Hydrae.
Ercolano leitet eine von der Deutschen Forschungsgemeinschaft geförderte Forschungsgruppe, die zum Thema Planet Formation Witnesses and Probes: Transition Disks forscht.
Ercolano hält populärwissenschaftliche Vorträge zum Thema Astrophysik und trägt so zur Erweiterung der Bildung Interessierter bei. Unter anderem hielt sie einen Vortrag über Planetenentstehung in der Reihe Café & Kosmos als Teil des von Josef M. Gaßner moderierten YouTube-Kanals Urknall, Weltall und das Leben.

## Mocassin-Programm
Das Mocassin-Programm ist ein frei verfügbares Programm mit offenem Quellcode (in Fortran 90 programmiert) unter GNU General Public License. Der Name Mocassin steht für MOnte CArlo SimulationS of Ionized Nebulae. Das Programm benutzt die Monte-Carlo-Simulation, um die Übertragung von Strahlung durch Medien mit beliebiger Geometrie und Dichteverteilung zu modellieren. Ursprünglich entwickelt für die Modellierung von H-II-Gebieten und planetarischen Nebeln, wurde es erweitert und kann nun auch zur Modellierung von klumpigen, staubigen Supernova-Hüllen, Sternentstehungsgebieten, protoplanetaren Scheiben und Fluoreszenzemission in Sternen verwendet werden.

## Ehrungen und Auszeichnungen
Für ihre Entwicklung des Mocassin-Programms zum Studium der Gasnebel in der Astronomie erhielt Ercolano den Fowler Award der Royal Astronomical Society für frühe Karriereerfolge in der Astronomie.

## Populärwissenschaftliche Vorträge bei YouTube
- Are we alone in the Universe, 2010, cutv (englisch)
- Was ist an Astrophysik so spannend? 2014
- Wie entstehen Planetensysteme? 2014
- Planetenentstehung - TW Hydrae, 2017
- Winds from planet-forming discs and their role on disc dispersal and planet formation, 2020 (englisch)
- Entstehung der Planeten • Vortrag LMU-München • Wissenschaftsjahr 2023 LMU/BMBF

## Veröffentlichungen (Auswahl)
- Barbara Ercolano; Rab, Christian; Molaverdikhani, Karan; Edwards, Billy; Preibisch, Thomas; Testi, Leonardo; Kamp, Inga; Thi, Wing-Fai: Observations of PAHs in the atmospheres of discs and exoplanets in Monthly Notices of the Royal Astronomical Society, Volume 512, 2022 online
- Barbara Ercolano; Picogna, Giovanni; Monsch, Kristina; Drake, Jeremy J.; Preibisch, Thomas: The dispersal of protoplanetary discs - II: photoevaporation models with observationally derived irradiating spectra in Monthly Notices of the Royal Astronomical Society, Volume 508, 2021 online
- Barbara Ercolano: Extrasolar planets: from dust to new worlds in Europhysics News, Volume 51, 2020 online
- Barbara Ercolano; Weber, Michael L.; Owen, James E.: Accreting transition discs with large cavities created by X-ray photoevaporation in C and O depleted discs in Monthly Notices of the Royal Astronomical Society: Letters, Volume 473, 2018 online
- Barbara Ercolano; Pascucci, Ilaria: The dispersal of planet-forming discs: theory confronts observations in Royal Society Open Science, Volume 4, 2017
- Barbara Ercolano; Owen, James E.: Blueshifted [O I] lines from protoplanetary discs: the smoking gun of X-ray photoevaporation in Monthly Notices of the Royal Astronomical Society, Volume 460, 2016 online
- Barbara Ercolano; Rosotti, Giovanni: The link between disc dispersal by photoevaporation and the semimajor axis distribution of exoplanets in Monthly Notices of the Royal Astronomical Society, Volume 450, 2015 online
- Barbara Ercolano: The dispersal of protoplanetary discs in Astronomische Nachrichten, Vol. 335, 2014
- Barbara Ercolano; Bevan, Antonia; Robitaille, Thomas: The spectral energy distribution of protoplanetary discs around massive young stellar objects in Monthly Notices of the Royal Astronomical Society, Volume 428, 2013 online
- Barbara Ercolano; Dale, James E.; Gritschneder, Matthias; Westmoquette, Mark: Synthetic observations of simulated Pillars of Creation in Monthly Notices of the Royal Astronomical Society, Volume 420, 2012 online
- Barbara Ercolano; Gritschneder, Matthias: Ionization feedback in star formation simulations: the role of diffuse fields in Monthly Notices of the Royal Astronomical Society, Volume 413, 2011 online
- Barbara Ercolano; Owen, James E.: Theoretical spectra of photoevaporating protoplanetary discs: an atlas of atomic and low-ionization emission lines in Monthly Notices of the Royal Astronomical Society, Volume 406, 2010 online
- Barbara Ercolano: Can X-rays provide a solution to the abundance discrepancy problem in photoionized nebulae?  in Monthly Notices of the Royal Astronomical Society: Letters, Volume 397, 2009 online
- Barbara Ercolano: Gas and dust in irradiated protoplanetary disks ESO Workshop, Santiago de Chile, 2008
- Barbara Ercolano; Barlow, M. J.; Sugerman, B. E. K.: Dust yields in clumpy supernova shells: SN 1987A revisited in Monthly Notices of the Royal Astronomical Society, Volume 375, 2007 online
- Barbara Ercolano; Storey, P. J.: Theoretical calculations of the H I, He I and He II free-bound continuous emission spectra in Monthly Notices of the Royal Astronomical Society, Volume 372, 2006
- Barbara Ercolano: New Advances in Photoionisation Codes in Cambridge: Cambridge University Press, 2006 online
- Barbara Ercolano: New Advances in Photoionisation Codes: How and what for? in AIP Conference Proceedings, Volume 804, 2005 online
- Barbara Ercolano; Barlow, M. J.; Storey, P. J.; Liu, X. -W.; Rauch, T.; Werner, K.: Three-Dimensional Photoionization Modelling of the Hydrogen-Deficient Knots in the Planetary Nebula Abell 30 in ASP Conference Proceedings, Vol. 313. San Francisco: Astronomical Society of the Pacific, 2004 online
- Barbara Ercolano; Barlow, M. J.; Storey, P. J.; Liu, X. -W.: MOCASSIN: a fully three-dimensional Monte Carlo photoionization code in Monthly Notice of the Royal Astronomical Society, Volume 340, 2003 online
- Barbara Ercolano: Three-dimensional Monte Carlo Simulations of Ionized Nebulae, San Francisco: Astronomical Society of the Pacific, ISBN 1-58381-085-4, 2001 online